# Iorgu Iordan
Iorgu Iordan, född 29 september 1888 i Tecuci, död 20 september 1986 i Bukarest, var en rumänsk språkforskare.
Iorgu Iordan var professor i Iași 1927–1946, i Bukarest från 1946. Iordan omfattande produktion behandlade rumänsk, italiensk och allmän lingvistik. Först språkhistoriker gled han sedan alltmer över till ett deskriptivt-stilistiskt betraktelsesätt, som stod nära den så kallade idealistskolans doktrin. Han utgav bland annat Rumänische Toponomastik (1924–1926), An introduction to Romance linguistics (1937, rumänsk upplaga 1932), Limba rominä acutalä (1943) och Stilistica limbii romine (1944). Han grundade och utgav Buletinul Institutului de filologie rominä (1934-, fram till 1950 12 band).